# Северна дорозома
Северните дорозоми (Dorosoma cepedianum) са вид актиноптери от семейство Селдови (Clupeidae).
Те са незастрашен вид.
Таксонът е описан за пръв път от Шарл Александр Льосюйор през 1818 година.

## Подвидове
- Dorosoma cepedianum exile